# Villa di Faonte
La Villa di Faonte si trova tra Via delle Vigne Nuove e Via Passo del Turchino a Roma all'interno di un giardino.

## Storia
Il complesso fu citato da Antonio Nibby nel 1849, in seguito l'edificio fu menzionato in un'epoca imprecisata da Tommasetti e da Rodolfo Lanciani, nelle cui menzioni si fa riferimento ad una struttura in opus reticolatum che si trovava su di una collina e si estendeva per 300 m², studi successivi hanno rivelato che questi ruderi appartenevano ad una cisterna con criptoportico.
Negli anni sessanta del secolo scorso degli scavi archeologici hanno riportato alla luce in zona dei cunicoli e dei pozzi inerenti un complesso di cisterne a cunicoli di età repubblicana di un periodo precedente alla cisterna esterna.
L'identificazione di questa zona con il liberto Faonte risale già all'epoca di Nibby, ma mancano delle fonti certe, però quest'attribuzione fu fatta in base alla sua posizione. Tuttavia in zona si trovavano altre ville rustiche che, difatti, non facilitano quest'attribuzione, ma che dare quindi un'assegnazione di questa villa con quella del liberto Faonte risulta quindi abbastanza approssimativa ma che, comunque, Svetonio cita che la struttura si trovava in prossimità del IV miglio delle vie Nomentana e Salaria in territorio fidenate.
Nel 1891 in zona fu trovata un'epigrafe che citava una certa Claudia Egloge, nutrice di Nerone.
Alcune fonti citano che in questa villa si tolse la vita l'imperatore Nerone.

## Descrizione
La cisterna era rettangolare con lati misuranti 29,5 x14 metri. Un muro con sei pilastri a spina divideva questa cisterna in due navate. I muri di cinta cosi come il muro a spina sono in opus reticolatum con cubilia in tufo giallo. I muri a sud, est ed ovest sono rinforzati in opus caementicium con pezzi di selce mentre i lati interni presentano resti di intonaco. A nord ovest vi sono resti di murature rimaneggiati in epoca medievale.